# Heinrich Georg Winter
Pour les articles homonymes, voir Winter.
Heinrich Georg Winter (1er octobre 1848, Leipzig-16 août 1887) est un mycologue saxon.